# Наші Котики
«Наші Котики», повна назва «Наші котики або Як ми полюбили лопати в умовах обмеженої антитерористичної операції з елементами тимчасового воєнного стану», робочі назви «Бліндаж», «Котик з палаючими очима» (англ. Lethal Kittens) — копродукційний український комедійний фільм режисера Володимира Тихого про пригоди у 2014 році бійців української армії під час Російсько-української війни на Сході України.
Гасло фільму — «патріотична неполіткоректна комедія Наші Котики». Фільм вийшов в український прокат 30 січня 2020 року.

## Синопсис
Події фільму розгортаються 2014 року на початку Російсько-української війни. Це трагікомічна історія пригод трьох бійців АТО, що трапляється з ними під час бойового чергування на «найглухішій» з усіх можливих позицій фронту. За основу взяли реальні розповіді бійців добробатів та ЗСУ.
Головними героями є інженер, актор, футбольний тренер і продавець квітів, які йдуть добровольцями на війну. На позиціях до четвірки приєднується амбітна журналістка, що виконує секретне завдання. Жоден з бійців не має бойового досвіду, нічого не знає про наміри командування й майже не орієнтується на місцевості. Втім, саме ці герої стають причиною грандіозного фіаско масштабної операції ворога. Відвага, мужність, трохи гіпнозу та фірмовий гумор— вибухова суміш для «теплої зустрічі».

## У ролях
У зйомках фільму брали участь:

| Актор                 | Роль                     |
| --------------------- | ------------------------ |
| Дмитро Тубольцев      | «Літо»                   |
| Станіслав Бжезинський | «Грін»                   |
| Петро Микитюк         | «Професор»               |
| Віра Климковецька     | «Оля»                    |
| Дмитро Хом'як         | «Пенальті»               |
| Ярослав Федорчук      | «Капелан»                |
| Сергій Солопай        | «Сергій Солопай»         |
| Михайло Кукуюк        | «Ватажок Гоша»           |
| Дмитро Ярошенко       | «Адам»                   |
| Ігор Портянко         | «Радник Сурков»          |
| Роман Халаїмов        | «Губарєв»                |
| Володимир Бєляєв      | «Наступник»              |
| Євгенія Муц           | «російська ведуча новин» |
| Алла Соколова         | «Баба»                   |

## Творча команда
- Автор сценарію і режисер постановник: Володимир Тихий
- Продюсери: Марко Супрун, Ігор Савиченко, Уляна Супрун, Володимир Тихий, Дмитро Кожема, Степан Бандера-молодший
- Оператор постановник: Сергій Стеценко
- Художник постановник: Володимир Любий
- Композитор: Микита Моісеєв
- Режисер монтажу: Володимир Запрягалов.
- Звукорежисер: Михайло Закутський.
- Художник з костюмів: Олена Гресь.
- Художник з гриму: Катерина Струкова.
- Кастинг: Вікторія Нестеренко.
- Другий режисер: Денис Воронцов.
- Лінійний продюсер: Олександр Четиркін.
- Продюсер візуальних ефектів: Олексій Москаленко.

## Виробництво

### Кошторис
Режисер та автор сценарію Володимир Тихий разом з співпродюсером стрічки Марком Супруном сподівалися отримати більшу частину коштів на виробництво фільму на патріотичному пітчингу Мінкульту 2018 року. Відповідно у червні 2018 року фільм — з тодішньою робочою назвою «Бліндаж» — взяв участь в конкурсному відборі Міністерства культури України для надання державної фінансової підтримки на виробництво та розповсюдження фільмів патріотичного спрямування. З середнім балом 32,9 фільм не зміг потрапити до списку 69 фільмів які отримають фінансову підтримку від Мінкульту. Від Мінкульту творці фільму просили державну фінансову підтримку у розмірі ₴36 млн (80 % від початкового заявленого під-час подання кошторису у ₴45 млн). Володимир Тихий, після оголошення результатів патріотичного пітчингу, публічно заявив тоді, що не згодний з результатами пітчингу оскільки експертна комісія Мінкультівського пітчингу наполовину складалася з представників телевізійних та кіно продашенів, маючи на увазі Star Media та Film.ua, які майже весь свій контент виробляють російською для Росії.
Згодом у червні 2019 року фільм — з тодішньою робочою назвою «Котик з палаючими очима» став переможцем пітчингу Українського культурного фонду (УКФ) на завершення виробництва фільму та промо-кампанію. Фільм отримав 239,5 очок від експертів УКФ. Від УКФ творці отримали ₴8,9 млн на завершення виробництва фільму та промо-кампаінію (21,12 % від кінцевого заявленого під-час подання кошторису фільму у ₴42,0 млн) — у заявці повна вартість постпродакшену та промо-кампанії фільму вказувалася як ₴12,7 млн.
У липні 2019 року фільм — з тодішньою робочою назвою «Котик з палаючими очима» став переможцем одинадцятого конкурсного відбору Держкіно. Загальний кошторис стрічки тоді заявлявся у розмірі ₴40,4 млн й від Держкіно творці просили ₴7,3 млн. У кінцевому результаті від Держкіно творці отримали фінансову підтримку на виробництво фільму розміром не ₴7,3 млн, як вони початково просили, а ₴0,98 млн. (2,33 % від кінцевого кошторису фільму у ₴42,0 млн). Крім того Держкіно частково профінансували промо-кампанію фільму, виділивши ₴400 тис. (10,8 % від загального кошторису промокампанії).
Загалом держава (УКФ, Держкіно) проспонсорувало ₴10,0 млн (~23,4 % від загального кінцевого кошторису фільму у ₴42,0 млн).
Окрім державних грошей, продюсерові Маркові Супруну через його кінокомпанію Bedlam Productions та Степанові Бандері-молодшому через його кінокомпанію Banesto Productions вдалося залучити кошти від приватних інвесторів з США та Канади. Зокрема одним з продюсерів стрічки стала колишня в. о. міністра МОЗ України Уляна Супрун.

### Сценарій та фільмування
Спершу виникла ідея створити у рамках Babylon'13 невеличкий серіал із коротких серій і назвати його «Бліндаж». 2015 року Тихий разом з колишнім атовцем Валерієм Пузіком впорядкували відеоматеріал, змонтували три серії й розраховували, що проєкт зацікавить телеканали. Але цього не сталося й жоден з українських телеканалів не зацікавився.
Згодом з'явилася ідея створити повнометражний фільм й Володимир Тихий написав сценарій для повнометражного художнього фільму у 2017—2018 роках.
Зйомки фільму тривали три місяці у 2018—2019 роках й проходили на Чернігівщині; потім ще був тиждень дозйомок різних деталей. Під-час фільмування у Чернігові стався курйоз — коли творці знімали сцену про «бойовиків» біля будівлі донецької ОДА, місцеві мешканці не зрозуміли що це зйомки фільму та викликали поліцейських.
Постпродакшн зайняв 14 місяців.

### Музика
У фільмі є сцена вечірки росіян та колаборантів, на якій би за логікою мав би грати російськомовний блатняк аля Кобзон, але оскільки творці не змогли отримати дозвіл на використання справжнього російськомовного блатняку від власників авторських прав, то довелося за ніч написати свій власний російськомовний донбаський блатняк під назвою «Гуляй Донбас». Текст написав — Михайло Кукуюк, виконання — Бориса Георгієвського.
Офіційним саундтреком фільму стала україномовна пісня «Жовтий скотч» гурту Yurcash. Пісня була спеціально написана для фільму — слова: учасник АТО Максим Кривцов, музика та виконання Юркеш. Окрім україномовної версії Yurcash також створив англомовну версію під назвою «Yellow tape» — слова переклав англійською україно-британець Степан Пасічник (колишній член музичного гурту «The Ukrainians»).

## Реліз

### Рекламна кампанія
Творці фільму вирішили створити «вірусну рекламу» й для промо-кампанії зняли цілу серію відеороликів з використанням deepfake та монтажу де показувалися зокрема нібито реакція на трейлер фільму російських політиків таких як от Володимир Жириновський у програмі «60 хвилин» російського телеканалу Росія-1, нібито відео з підтримкою фільму відомими голлівудськими акторами тощо.

### Кінотеатральний реліз
Початково творці фільму планували, що він вийде в українських прокат у листопаді 2019 року..
Перший трейлер фільму з'явився 1 жовтня 2019 року, другий — 22 листопада, прокатником фільму став B&H, реліз стрічки пройшов 30 січня 2020 року.

### Реліз на ТБ та для домашнього відео
У форматі домашнього відео фільм вперше став доступний на відео-за-запитом платформі OLL.TV 24 серпня 2020 року.
На телебаченні фільм вперше транслювався на телеканалі ICTV 14 жовтня.

## Реакція

### Відгуки кінокритиків
Фільм отримав змішані відгуки від українських кінокритиків. Серед кінокритиків хто загалом негативно оцінили фільм були кінокритик Geek Journal Тайлер Андерсон, кінокритик Загону Кіноманів Віталій Гордієнко, кінокритик Варіанти Олександр Ковальчук, та кінокритик телеканалу 112 Юлія Потерянко. Серед кінокритиків хто загалом позитивно оцінили фільм були кінокритик itc.ua Олег Данілов, кінокритик zaxid.net Катерина Сліпченко, кінокритик BBC News українською В'ячеслав Шрамович, кінокритики телеканалу Громадське Вікторія Слобода та Олена Зашко, кінокритик Vertigo Остап Українець, кінокритик galychyna.if.ua Ольга Мончук та кінокритики телеканалу Перший Юрій Ричук, Олена Лівіцька, Юлія Галецька, Ірина Васюхник, та Віта Сахнік.

### Реакція у суспільстві
Колишній Президент України Петро Порошенко (який був Президентом на момент дії сюжету фільму і непрямо згадується там) позитивно відгукнувся про цей фільм та подякував творчій команді, зокрема сказавши що «це [фільм] приклад абсолютно нового стилю фільмів про війну за незалежність України — прекрасне поєднання гумору і драми, реалізму та містики».

### Реакція в Росії
19 серпня 2019 року, після виходу першого тізеру трейлеру фільму «Наші Котики», його появу обговорювали на ток-шоу російського державного телеканалу Росія-1 «60 хвилин» і у гостей передачі цей тізер фільму викликав бурхливо-негативну реакцію.

## Похідні твори
За сценарієм фільму 2020 року написано книгу, видано видавництвом Фоліо:
- Володимир Тихий, Валерій Пузік. Наші котики. Бліндаж. Харків: Фоліо. 252 стор. ISBN 978-966-03-9117-8